# Resultate der Ständeratswahlen (1999–2003)
Dieser Artikel enthält die Resultate aller für die Zusammensetzung des schweizerischen Ständerats während der 46. Legislaturperiode (Oktober 1999 – Oktober 2003) massgeblichen Wahlen. Dies umfasst die zusammen mit den Nationalratswahlen vom 24. Oktober 1999 durchgeführten ordentlichen Wahlen, die Ersatzwahlen für während der Amtszeit zurückgetretene oder verstorbene Ratsmitglieder sowie die an eigenen Terminen durchgeführten ordentlichen Wahlen in den Kantonen Graubünden, Zug, Obwalden und Appenzell Innerrhoden, deren Sieger (auch) zwischen 1999 und 2003 im Rat sassen.

## Wahlsystem
Ausführlicher hierzu: Ständerat – Wahlverfahren
Wahl und Amtsdauer der Ständeräte der Kantone fallen in die Zuständigkeit der Kantone. 1999 ergab sich dies aus der damals geltenden Bundesverfassung von 1874, die stillschweigend davon ausging.
Es entwickelte sich mit der Zeit allerdings eine gewisse Vereinheitlichung. Im betreffenden Zeitraum wurde in allen Kantonen der Ständerat direkt durch das Volk gewählt: in den Kantonen Appenzell Innerrhoden und Obwalden  an der Landsgemeinde, in allen anderen Kantonen an der Urne. Die Ständerate des Kantons Jura wurden im Proporzverfahren (Verhältniswahlrecht) gewählt, in allen anderen Kantonen galt das Majorzverfahren (Mehrheitswahlrecht). Dabei galt üblicherweise ein System mit zwei Wahlgängen: Im 1. Wahlgang muss ein Kandidat, um gewählt zu werden, das (unterschiedlich berechnete) absolute Mehr erreichen. Im 2. Wahlgang genügt das relative Mehr: Gewählt ist dann, wer am meisten Stimmen erhalten hat.
In allen Kantonen ausser Appenzell Innerrhoden, Graubünden, Obwalden und Zug fanden die Ständeratswahlen für die 46. Legislaturperiode zusammen mit den Nationalratswahlen vom 24. Oktober 1999 statt. Für diese Kantone werden auch die letzten Ständeratswahlen vor dem 24. Oktober 1999 aufgeführt. Dies deshalb, weil die Sieger jener Wahlen aufgrund dieser Wahlsiege während der 46. Legislaturperiode im Ständerat sassen.

## Kanton Aargau

### Ordentliche Wahl, 1. Wahlgang (24. Oktober 1999)
Im 1. Wahlgang erreichte nur Maximilian Reiman das absolute Mehr von 70'925 Stimmen. Es musste daher ein 2. Wahlgang angesetzt werden.
|  | Kandidat                    | Partei | Stimmen | %      | Ergebnis |
|  | --------------------------- | ------ | ------- | ------ | -------- |
|  | Maximilian Reimann (bisher) | SVP    | 82'505  | 58,2 % | gewählt  |
|  | Thomas Pfisterer            | FDP    | 60'385  | 42,6 % |          |
|  | Doris Leuthard              | CVP    | 37'329  | 26,3 % |          |
|  | Agnes Weber                 | SP     | 27'156  | 19,1 % |          |
|  | Kathrin Kuhn                | Grüne  | 18'315  | 12,9 % |          |
|  | Heiner Studer               | EVP    | 12'149  | 8,6 %  |          |
|  | Regina Ammann Schoch        | LdU    | 7'631   | 5,4 %  |          |
|  | Lidwina Wiederkehr-Müller   | SD     | 6'438   | 4,5 %  |          |
|  | Gisela Dold-Stanek          | FPS    | 4'601   | 3,2 %  |          |
|  | Christine Egerszegi-Obrist  | FDP    | 3'502   | 2,5 %  |          |

### Ordentliche Wahl, 2. Wahlgang (28. November 1999)
Im 1. Wahlgang hatte nur Maximilian Reiman das absolute Mehr erreicht. Es musste daher ein 2. Wahlgang angesetzt werden.
|  | Kandidat         | Partei | Stimmen | %      | Ergebnis |
|  | ---------------- | ------ | ------- | ------ | -------- |
|  | Thomas Pfisterer | FDP    | 44'462  | 48,7 % | gewählt  |
|  | Doris Leuthard   | CVP    | 37'880  | 41,5 % |          |
|  | Daniel Furter    | SP     | 8'890   | 9,7 %  |          |

## Kanton Appenzell Ausserrhoden(1 Sitz)

### Ordentliche Wahl (24. Oktober 1999)
|  | Kandidat                  | Partei      | Stimmen | %      | Ergebnis |
|  | ------------------------- | ----------- | ------- | ------ | -------- |
|  | Hans-Rudolf Merz (bisher) | FDP         | 14'303  | 94,9 % | gewählt  |
|  | Vereinzelte               | Vereinzelte | 765     | 5,1 %  |          |

## Kanton Appenzell Innerrhoden(1 Sitz)

### Ordentliche Wahl 1999 (24. April 1999)
An der Landsgemeinde vom 24. April 1999 wurde der bisherige Ständerat Carlo Schmid-Sutter wieder gewählt.
|  | Kandidat                     | Partei | Ergebnis |
|  | ---------------------------- | ------ | -------- |
|  | Carlo Schmid-Sutter (bisher) | CVP    | gewählt  |

### Ordentliche Wahl 2003 (25. April 2003)
An der Landsgemeinde vom 25. April 2003 wurde der bisherige Ständerat Carlo Schmid-Sutter wieder gewählt.
|  | Kandidat                     | Partei | Ergebnis |
|  | ---------------------------- | ------ | -------- |
|  | Carlo Schmid-Sutter (bisher) | CVP    | gewählt  |

## Kanton Basel-Landschaft(1 Sitz)

### Ordentliche Wahl, l. Wahlgang (24. Oktober 1999)
Weil im 1. Wahlgang kein Kandidat das absolute Mehr von 32'511 Stimmen erreichte, musste ein 2. Wahlgang angesetzt werden.
|  | Kandidat           | Partei      | Stimmen | %      | Ergebnis |
|  | ------------------ | ----------- | ------- | ------ | -------- |
|  | Hans Fünfschilling | FDP         | 28'315  | 43,5 % |          |
|  | Claude Janiak      | SP          | 21'857  | 33,6 % |          |
|  | Rudolf Keller      | SD          | 5'906   | 9,1 %  |          |
|  | Ruth Gonseth       | Grüne       | 5'889   | 9,1 %  |          |
|  | Vereinzelte        | Vereinzelte | 3'052   | 4,7 %  |          |

### Ordentliche Wahl, 2. Wahlgang (28. November 1999)
Weil im 1. Wahlgang kein Kandidat das absolute Mehr erreicht hatte, fand am 28. November 1999 ein 2. Wahlgang statt. Dabei galt das relative Mehr, dies bedeutet, gewählt war jener Kandidat, der am meisten Stimmen erreichte.
|  | Kandidat           | Partei      | Stimmen | %      | Ergebnis |
|  | ------------------ | ----------- | ------- | ------ | -------- |
|  | Hans Fünfschilling | FDP         | 29'486  | 50,2 % | gewählt  |
|  | Claude Janiak      | SP          | 28'816  | 49,1 % |          |
|  | Vereinzelte        | Vereinzelte | 402     | 0,7 %  |          |

## Kanton Basel-Stadt(1 Sitz)

### Ordentliche Wahl (24. Oktober 1999)
|  | Kandidat                    | Partei      | Stimmen | %      | Ergebnis |
|  | --------------------------- | ----------- | ------- | ------ | -------- |
|  | Gian-Reto Plattner (bisher) | SP          | 33'385  | 76,0 % | gewählt  |
|  | Peter Adam                  | SVP         | 9'582   | 21,8 % |          |
|  | Vereinzelte                 | Vereinzelte | 985     | 2,2 %  |          |

## Kanton Bern

### Ordentliche Wahl (24. Oktober 1999)
|  | Kandidat                  | Partei      | Stimmen | %      | Ergebnis |
|  | ------------------------- | ----------- | ------- | ------ | -------- |
|  | Christine Beerli (bisher) | FDP         | 159'130 | 60,1 % | gewählt  |
|  | Samuel Schmid             | SVP         | 141'687 | 53,5 % | gewählt  |
|  | Simonetta Sommaruga       | SP          | 119'666 | 45,2 % |          |
|  | Rosmarie Bär              | Grüne       | 79'300  | 29,9 % |          |
|  | Vereinzelte               | Vereinzelte | 5'733   | 2,2 %  |          |

### Ersatzwahl Schmid (4. März 2001)
Am 6. Dezember 2000 wurde Ständerat Schmid in den Bundesrat gewählt. Deshalb fand am 19. Dezember 2003 eine Ersatzwahl um seine Nachfolge statt.
|  | Kandidat          | Partei      | Stimmen | %      | Ergebnis |
|  | ----------------- | ----------- | ------- | ------ | -------- |
|  | Hans Lauri        | SVP         | 193'603 | 63,5 % | gewählt  |
|  | Gret Haller       | SP          | 109'416 | 35,9 % |          |
|  | Thomas Brönnimann | parteilos   | 430     | 0,1 %  |          |
|  | Vereinzelte       | Vereinzelte | 1'316   | 0,4 %  |          |

## Kanton Freiburg

### Ordentliche Wahl (24. Oktober 1999)
|  | Kandidat               | Partei    | Stimmen | %      | Ergebnis |
|  | ---------------------- | --------- | ------- | ------ | -------- |
|  | Anton Cottier (bisher) | CVP       | 36'313  | 59,3 % | gewählt  |
|  | Jean-Claude Cornu      | FDP       | 31'030  | 50,7 % | gewählt  |
|  | Pierre Aeby (bisher)   | SP        | 26'369  | 43,1 % |          |
|  | François Fasel         | parteilos | 6'047   | 9,9 %  |          |

## Kanton Genf

### Ordentliche Wahl (24. Oktober 1999)
|  | Kandidat                    | Partei | Stimmen | %      | Ergebnis |
|  | --------------------------- | ------ | ------- | ------ | -------- |
|  | Christiane Brunner (bisher) | SP     | 39'708  | 54,4 % | gewählt  |
|  | Françoise Saudan (bisher)   | FDP    | 37'730  | 51,8 % | gewählt  |
|  | Jacques-Michel Gros         | LPS    | 32'199  | 44,2 % |          |
|  | Jean Spielmann              | PdA    | 10'302  | 14,2 % |          |
|  | Bernard Celerc              | Sol    | 9'384   | 12,9 % |          |

## Kanton Glarus

### Ordentliche Wahl (24. Oktober 1999)
|  | Kandidat                 | Partei      | Stimmen | %      | Ergebnis |
|  | ------------------------ | ----------- | ------- | ------ | -------- |
|  | Fritz Schiesser (bisher) | FDP         | 5'855   | 88,6 % | gewählt  |
|  | This Jenny (bisher)      | SVP         | 4'996   | 75,6 % | gewählt  |
|  | Vereinzelte              | Vereinzelte | 1'191   | 18,0 % |          |

## Kanton Graubünden
Im Kanton Graubünden fanden die Ständeratswahlen bis 2007 nicht zusammen mit den Nationalratswahlen statt wie in den meisten anderen Kantonen, sondern jeweils bereits ein Jahr vorher.  Weil sowohl die Wahl vom 27. September 1998 wie auch diejenige vom 22. September 2002 die Zusammensetzung des Ständerats während der Legislaturperiode 1999/2003 beeinflussten, sind die Ergebnisse beider Wahlen aufgeführt.

### Ordentliche Wahl 1998 (27. September 1998)
|  | Kandidat                     | Partei      | Stimmen | %      | Ergebnis |
|  | ---------------------------- | ----------- | ------- | ------ | -------- |
|  | Christoffel Brändli (bisher) | SVP         | 29'459  | 64,4 % | gewählt  |
|  | Theo Maissen (bisher)        | CVP         | 28'451  | 62,2 % | gewählt  |
|  | Silva Semadeni               | SP          | 15'997  | 35,0 % |          |
|  | Vereinzelte                  | Vereinzelte | 710     | 1,6 %  |          |

### Ordentliche Wahl 2002 (22. September 2002)
|  | Kandidat                     | Partei      | Stimmen | %      | Ergebnis |
|  | ---------------------------- | ----------- | ------- | ------ | -------- |
|  | Christoffel Brändli (bisher) | SVP         | 23'273  | 64,7 % | gewählt  |
|  | Theo Maissen (bisher)        | CVP         | 22'704  | 63,1 % | gewählt  |
|  | Peter Peyer                  | SP          | 9'505   | 26,4 % |          |
|  | Vereinzelte                  | Vereinzelte | 1'039   | 2,9 %  |          |

## Kanton Jura

### Ordentliche Wahl (24. Oktober 1999)
Quelle für die Wahl: 
Im Kanton Jura wird der Ständerat nach Proporz (Verhältniswahlrecht) gewählt. Massgeblich ist also zuerst die Stimmenzahl der Parteien und dann nur innerhalb der Partei die Stimmenzahl der einzelnen Kandidierenden.
|                         | Partei                              | Stimmen | %      | Kandidat                     | Stimmen | Ergebnis |
| ----------------------- | ----------------------------------- | ------- | ------ | ---------------------------- | ------- | -------- |
|                         | Christlichdemokratische Volkspartei | 16'356  | 42,1 % | Pierre Paupe (bisher)        | 7'435   | gewählt  |
| Philippe Receveur       | Christlichdemokratische Volkspartei | 16'356  | 42,1 % | 7'395                        |         |          |
|                         | Sozialdemokratische Partei          | 14'457  | 37,2 % | Pierre-Alain Gentil (bisher) | 7'457   | gewählt  |
| Monique Cossali Sauvain | Sozialdemokratische Partei          | 14'457  | 37,2 % | 6'497                        |         |          |
|                         | Freisinnig-Demokratische Partei     | 8'046   | 20,7 % | Michel Juillard              | 4'111   |          |
| Christiane Hennet       | Freisinnig-Demokratische Partei     | 8'046   | 20,7 % | 3'413                        |         |          |

## Kanton Luzern

### Ordentliche Wahl, 1. Wahlgang (24. Oktober 1999)
Im 1. Wahlgang erreichte nur Franz Wicki das absolute Mehr von 54'852 Stimmen. Es musste daher ein 2. Wahlgang angesetzt werden.
|  | Kandidat                      | Partei      | Stimmen | %      | Ergebnis |
|  | ----------------------------- | ----------- | ------- | ------ | -------- |
|  | Franz Wicki (bisher)          | CVP         | 58'298  | 53,1 % | gewählt  |
|  | Helen Leumann-Würsch (bisher) | FDP         | 46'660  | 42,5 % |          |
|  | Prisca Birrer-Heimo           | SP          | 17'541  | 16,0 % |          |
|  | Adrian Schmid                 | Grüne       | 14'267  | 13,0 % |          |
|  | Eugen Meier                   | FPS         | 6'489   | 5,9 %  |          |
|  | Viktor Rüegg                  | parteilos   | 6'453   | 5,9 %  |          |
|  | Philippe Hotz                 | FPS         | 5'702   | 5,2 %  |          |
|  | Vereinzelte                   | Vereinzelte | 6'426   | 5,9 %  |          |

### Ordentliche Wahl, 2. Wahlgang (28. November 1999)
Im 1. Wahlgang hatte nur Franz Wicki das absolute Mehr erreicht. Daher fand ein 2. Wahlgang statt. Neu kandidierte Walter Häcki von der SVP.
|  | Kandidat                      | Partei      | Stimmen | %      | Ergebnis |
|  | ----------------------------- | ----------- | ------- | ------ | -------- |
|  | Helen Leumann-Würsch (bisher) | FDP         | 60'948  | 69,3 % | gewählt  |
|  | Walter Häcki                  | SVP         | 26'080  | 29,7 % |          |
|  | Vereinzelte                   | Vereinzelte | 909     | 1,0 %  |          |

## Kanton Neuenburg

### Ordentliche Wahl, 1. Wahlgang (24. Oktober 1999)
Im 1. Wahlgang erreichte kein Kandidat das absolute Mehr von 16'794 Stimmen. Es musste daher ein 2. Wahlgang angesetzt werden.
|  | Kandidat               | Partei | Stimmen | %      | Ergebnis |
|  | ---------------------- | ------ | ------- | ------ | -------- |
|  | Jean Cavadini (bisher) | LPS    | 15'086  | 44,9 % |          |
|  | Michèle Berger         | FDP    | 14'940  | 44,5 % |          |
|  | Jean Studer            | SP     | 10'216  | 30,4 % |          |
|  | Fernand Cuche          | Grüne  | 9'754   | 29,0 % |          |
|  | Heidi Deneys           | SP     | 7'067   | 21,0 % |          |
|  | Francine John-Calame   | Grüne  | 3'320   | 9,9 %  |          |
|  | Alain Bringolf         | PdA    | 2'879   | 8,6 %  |          |
|  | Claudine Staehli-Wolf  | PdA    | 1'622   | 4,8 %  |          |

### Ordentliche Wahl, 2. Wahlgang (7. November 1999)
Weil im 1. Wahlgang kein Kandidat das absolute Mehr erreicht hatte, fand am 7. November 1999 ein 2. Wahlgang statt. Dabei galt das relative Mehr: Gewählt waren jene zwei Kandidaten, die am meisten Stimmen erreichten.
|  | Kandidat               | Partei | Stimmen | %      | Ergebnis |
|  | ---------------------- | ------ | ------- | ------ | -------- |
|  | Jean Studer            | SP     | 16'662  | 56,9 % | gewählt  |
|  | Michèle Berger         | FDP    | 14'569  | 49,8 % | gewählt  |
|  | Jean Cavadini (bisher) | LPS    | 13'067  | 44,6 % |          |

## Kanton Nidwalden(1 Sitz)

### Ordentliche Wahl (24. Oktober 1999)
|  | Kandidat        | Partei    | Stimmen | %      | Ergebnis |
|  | --------------- | --------- | ------- | ------ | -------- |
|  | Marianne Slongo | CVP       | 6'651   | 63,6 % | gewählt  |
|  | Heinz Wyss      | DN        | 3'447   | 33,0 % |          |
|  | Benedikt Egli   | parteilos | 363     | 3,5 %  |          |

## Kanton Obwalden(1 Sitz)

### Ordentliche Wahl (26. April 1998)
Die Obwaldner Landsgemeinde wählt am 26. April 1998 den parteilosen Ex-Regierungsrat Hans Hess zum Ständerat. Im dritten Wahlgang besiegte er Kantonsratspräsident Oskar Stockmann (CSP). Bereits zuvor ausgeschieden waren der Präsident der FDP-Kantonsratsfraktion, Hans-Jörg Bechter, und der Engelberger Talammann Hans von Holzen (CVP).
Im Ständerat schloss sich Hans Hess der FDP-Fraktion an.
|  | Kandidat          | Partei    | Ergebnis                     |
|  | ----------------- | --------- | ---------------------------- |
|  | Hans Hess         | parteilos | gewählt                      |
|  | Oskar Stockmann   | CSP OW    | ausgeschieden im 3. Wahlgang |
|  | Hans-Jörg Bechter | FDP       | ausgeschieden im 2. Wahlgang |
|  | Hans von Holzen   | CVP       | ausgeschieden im 1. Wahlgang |

## Kanton Schaffhausen

### Ordentliche Wahl (24. Oktober 1999)
|  | Kandidat      | Partei      | Stimmen | %      | Ergebnis |
|  | ------------- | ----------- | ------- | ------ | -------- |
|  | Peter Briner  | FDP         | 17'415  | 58,8 % | gewählt  |
|  | Rico Wenger   | SVP         | 13'849  | 46,8 % | gewählt  |
|  | Ursula Hafner | SP          | 12'216  | 41,2 % |          |
|  | Vereinzelte   | Vereinzelte | 830     | 2,8 %  |          |

### Ersatzwahl Wenger (25. August 2002)
Ständerat Rico Wenger verstarb am 10. Juni 2002. Deshalb fand am 25. August eine Ersatzwahl statt.
|  | Kandidat       | Partei      | Stimmen | %      | Ergebnis |
|  | -------------- | ----------- | ------- | ------ | -------- |
|  | Hannes Germann | SVP         | 14'318  | 59,2 % | gewählt  |
|  | Hermann Keller | SP          | 9'181   | 37,9 % |          |
|  | Vereinzelte    | Vereinzelte | 703     | 2,9 %  |          |

## Kanton Schwyz

### Ordentliche Wahl (24. Oktober 1999)
|  | Kandidat             | Partei      | Stimmen | %      | Ergebnis |
|  | -------------------- | ----------- | ------- | ------ | -------- |
|  | Bruno Frick (bisher) | CVP         | 20'954  | 64,1 % | gewählt  |
|  | Toni Dettling        | FDP         | 19'171  | 58,6 % | gewählt  |
|  | Arthur Züger         | SP          | 6'630   | 20,3 % |          |
|  | Karl Sutter-Köpfli   | ProFS 1     | 3'943   | 12,1 % |          |
|  | Vereinzelte          | Vereinzelte | 717     | 2,2 %  |          |

## Kanton Solothurn

### Ordentliche Wahl (24. Oktober 1999)
|  | Kandidat               | Partei    | Stimmen | %      | Ergebnis |
|  | ---------------------- | --------- | ------- | ------ | -------- |
|  | Ernst Leuenberger      | SP        | 42'903  | 54,2 % | gewählt  |
|  | Rolf Büttiker (bisher) | FDP       | 39'287  | 49,7 % | gewählt  |
|  | Anna Mannhardt         | CVP       | 29'076  | 36,8 % |          |
|  | Marcel Wyss            | parteilos | 6'862   | 8,7 %  |          |
|  | Patrick Eruimy         | FPS       | 6'727   | 8,5 %  |          |

## Kanton St. Gallen

### Ordentliche Wahl, 1. Wahlgang (24. Oktober 1999)
Weil im 1. Wahlgang nur Erika Forster das absolute Mehr von 58'301 Stimmen erreichte, musste ein 2. Wahlgang angesetzt werden. Bei der CVP  bestand folgende Situation: Sie nominierte Kantonsrat Peter Blöchlinger als offiziellen Kandidat, und nicht Nationalrat Eugen David oder Regierungsrat Peter Schönberg. Bei den Wahlen bildete sich dann ein "wildes" Komitee, welches zur Wahl von David aufrief. Auch Schönenberger erhielt einige Stimmen, obwohl er sich von einer Kandidatur distanziert hatte.
|  | Kandidat               | Partei      | Stimmen | %      | Ergebnis |
|  | ---------------------- | ----------- | ------- | ------ | -------- |
|  | Erika Forster (bisher) | FDP         | 59'653  | 51,2 % | gewählt  |
|  | Eugen David            | CVP 2       | 47'151  | 40,4 % |          |
|  | Manfred Zemp           | SVP         | 36'890  | 31,6 % |          |
|  | Hildegard Fässler      | SP          | 27'726  | 23,8 % |          |
|  | Peter Blöchlinger      | CVP         | 24'188  | 20,7 % |          |
|  | Bosco Büeler           | Grüne       | 10'592  | 9,1 %  |          |
|  | Peter Schönenberger    | CVP 2       | 9'151   | 7,8 %  |          |
|  | Vereinzelte            | Vereinzelte | 1'592   | 1,4 %  |          |

### Ordentliche Wahl, 2. Wahlgang (28. November 1999)
Im 1. Wahlgang hatte nur Erika Forster das absolute Mehr erreicht. Daher fand ein 2. Wahlgang statt. Die CVP ersetzte ihren bisherigen offiziellen Kandidaten Peter Blöchlinger durch Eugen David, der im ersten Wahlgang deutlich mehr Stimmen erhalten hatten.
|  | Kandidat     | Partei      | Stimmen | %      | Ergebnis |
|  | ------------ | ----------- | ------- | ------ | -------- |
|  | Eugen David  | CVP         | 61'417  | 66,5 % | gewählt  |
|  | Manfred Zemp | SVP         | 30'210  | 32,7 % |          |
|  | Vereinzelte  | Vereinzelte | 707     | 0,8 %  |          |

## Kanton Tessin

### Ordentliche Wahl, 1. Wahlgang (24. Oktober 1999)
Weil im 1. Wahlgang kein Kandidat das absolute Mehr von 45'513 Stimmen erreichte, musste ein 2. Wahlgang angesetzt werden.
|  | Kandidat            | Partei      | Stimmen | %      | Ergebnis |
|  | ------------------- | ----------- | ------- | ------ | -------- |
|  | Filippo Lombardi    | CVP         | 27'546  | 30,3 % |          |
|  | Dick Marty (bisher) | FDP         | 27'503  | 30,2 % |          |
|  | Pietro Martinelli   | SP          | 23'418  | 25,7 % |          |
|  | Giuliano Bignasca   | Lega        | 19'939  | 21,9 % |          |
|  | Gianfranco Soldati  | SVP         | 18'237  | 20,0 % |          |
|  | Caroline Camponove  | parteilos 3 | 1'813   | 2,0 %  |          |
|  | Giorgio Canonica    | Grüne       | 1'138   | 1,3 %  |          |

### Ordentliche Wahl, 2. Wahlgang (14. November 1999)
Weil im 1. Wahlgang kein Kandidat das absolute Mehr erreicht hatte, fand am 14. November 1999 ein 2. Wahlgang statt. Dabei galt das relative Mehr, dies bedeutet, gewählt waren jene zwei Kandidaten, die am meisten Stimmen erreichten.
|  | Kandidat            | Partei | Stimmen | %      | Ergebnis |
|  | ------------------- | ------ | ------- | ------ | -------- |
|  | Filippo Lombardi    | CVP    | 29'069  | 37,0 % | gewählt  |
|  | Dick Marty (bisher) | FDP    | 25'097  | 31,9 % | gewählt  |
|  | Pietro Martinelli   | SP     | 21'084  | 26,8 % |          |
|  | Giuliano Bignasca   | Lega   | 13'032  | 16,6 % |          |
|  | Gianfranco Soldati  | SVP    | 11'447  | 14,4 % |          |

## Kanton Thurgau

### Ordentliche Wahl, 1. Wahlgang (24. Oktober 1999)
Weil im 1. Wahlgang nur Philipp Stähelin das absolute Mehr von 30'147 Stimmen erreichte, musste ein 2. Wahlgang angesetzt werden.
|  | Kandidat         | Partei      | Stimmen | %      | Ergebnis |
|  | ---------------- | ----------- | ------- | ------ | -------- |
|  | Philipp Stähelin | CVP         | 30'357  | 50,3 % | gewählt  |
|  | Hermann Bürgi    | SVP         | 25'614  | 42,5 % |          |
|  | Ursula Brasey    | FDP         | 16'412  | 27,2 % |          |
|  | Jost Gross       | SP          | 15'332  | 25,4 % |          |
|  | Adrian Gasser    | parteilos   | 9'737   | 16,1 % |          |
|  | Heinz Graber     | EDU         | 4'231   | 7,0 %  |          |
|  | Lukas Brühwiler  | KVP         | 3'136   | 5,2 %  |          |
|  | Vereinzelte      | Vereinzelte | 3'984   | 6,6 %  |          |

### Ordentliche Wahl, 2. Wahlgang (28. November 1999)
Im 1. Wahlgang hatte nur Philipp Stähelin das absolute Mehr erreicht. Daher fand am 28. November 1999 ein 2. Wahlgang statt. Dabei galt das relative Mehr, dies bedeutet, gewählt war jener Kandidat, der am meisten Stimmen erreichte.
|  | Kandidat        | Partei      | Stimmen | %      | Ergebnis |
|  | --------------- | ----------- | ------- | ------ | -------- |
|  | Hermann Bürgi   | SVP         | 23'576  | 54,1 % | gewählt  |
|  | Eva Tobler      | SP          | 13'133  | 30,1 % |          |
|  | Adrian Gasser   | parteilos   | 5'314   | 12,2 % |          |
|  | Lukas Brühwiler | KVP         | 811     | 1,9 %  |          |
|  | Vereinzelte     | Vereinzelte | 771     | 1,8 %  |          |

## Kanton Uri

### Ordentliche Wahl (24. Oktober 1999)
|  | Kandidat                    | Partei      | Stimmen | %      | Ergebnis |
|  | --------------------------- | ----------- | ------- | ------ | -------- |
|  | Hansruedi Stadler           | CVP         | 7'002   | 86,0 % | gewählt  |
|  | Hansheiri Inderkum (bisher) | CVP         | 6'326   | 77,7 % | gewählt  |
|  | Otto Odermatt               | parteilos   | 398     | 4,9 %  |          |
|  | Vereinzelte                 | Vereinzelte | 1'118   | 13,7 % |          |

## Kanton Waadt

### Ordentliche Wahl, 1. Wahlgang (24. Oktober 1999)
Im 1. Wahlgang erreichte nur Christiane Langenberger absolute Mehr von 54'039 Stimmen. Daher musste ein 2. Wahlgang angesetzt werden.
|  | Kandidat                       | Partei      | Stimmen | %      | Ergebnis |
|  | ------------------------------ | ----------- | ------- | ------ | -------- |
|  | Christiane Langenberger        | FDP         | 55'582  | 51,4 % | gewählt  |
|  | Éric Rochat (bisher)           | LPS         | 50'452  | 46,7 % |          |
|  | Michel Béguelin                | SP          | 30'151  | 27,9 % |          |
|  | Josef Zisyadis                 | PdA         | 21'011  | 19,4 % |          |
|  | Anne-Catherine Menétrey-Savary | Grüne       | 12'056  | 11,2 % |          |
|  | Anne-Catherine Lyon            | RSE 4       | 9'128   | 8,4 %  |          |
|  | Roland Ostermann               | Grüne       | 7'695   | 7,1 %  |          |
|  | François Cherix                | RSE 4       | 4'023   | 3,7 %  |          |
|  | Vereinzelte                    | Vereinzelte | 1'854   | 1,7 %  |          |

### Ordentliche Wahl, 2. Wahlgang (7. November 1999)
Weil im 1. Wahlgang nur Christiane Langenberg das absolute Mehr erreicht hatte, fand am 7. November 1999 ein 2. Wahlgang statt. Dabei galt das relative Mehr, dies bedeutet, gewählt war jener Kandidat, der am meisten Stimmen erhielt.
|  | Kandidat             | Partei      | Stimmen | %      | Ergebnis |
|  | -------------------- | ----------- | ------- | ------ | -------- |
|  | Michel Béguelin      | SP          | 36'238  | 49,9 % | gewählt  |
|  | Éric Rochat (bisher) | LPS         | 36'188  | 49,9 % |          |
|  | Vereinzelte          | Vereinzelte | 157     | 0,2 %  |          |

## Kanton Wallis

### Ordentliche Wahl, 1. Wahlgang (24. Oktober 1999)
Weil im 1. Wahlgang kein Kandidat das absolute Mehr von 45'432 Stimmen erreichte, musste ein 2. Wahlgang angesetzt werden.
|  | Kandidat                         | Partei    | Stimmen | %      | Ergebnis |
|  | -------------------------------- | --------- | ------- | ------ | -------- |
|  | Simon Epiney                     | CVP       | 34'339  | 37,8 % |          |
|  | Rolf Escher                      | CVP       | 31'087  | 34,2 % |          |
|  | Bernard Comby                    | FDP       | 21'568  | 23,7 % |          |
|  | Christophe Darbellay             | CSPU      | 17'852  | 19,6 % |          |
|  | Caesar Jäger                     | FDP       | 15'854  | 17,4 % |          |
|  | Anne-Christine Bagnoud-Essellier | SP        | 13'643  | 15,0 % |          |
|  | Esther Waeber-Kalbermatten       | SP        | 13'327  | 14,7 % |          |
|  | Oskar Freysinger                 | SVP       | 7'861   | 8,7 %  |          |
|  | Michel Carron                    | parteilos | 3'010   | 3,3 %  |          |

### Ordentliche Wahl, 2. Wahlgang (7. November 1999)
Weil im 1. Wahlgang kein Kandidat das absolute Mehr erreicht hatte, fand am 7. November 1999 ein 2. Wahlgang statt. Dabei galt das relative Mehr, dies bedeutet, gewählt waren jene zwei Kandidaten, die am meisten Stimmen erreichten.
|  | Kandidat                   | Partei | Stimmen | %      | Ergebnis |
|  | -------------------------- | ------ | ------- | ------ | -------- |
|  | Simon Epiney               | CVP    | 40'536  | 54,5 % | gewählt  |
|  | Rolf Escher                | CVP    | 38'320  | 51,6 % | gewählt  |
|  | Bernard Comby              | FDP    | 24'507  | 33,0 % |          |
|  | Esther Waeber-Kalbermatten | SP     | 19'261  | 25,9 % |          |

## Kanton Zug
Im Kanton Zug fanden die Ständeratswahlen bis 2007  nicht zusammen mit den Nationalratswahlen statt wie in den meisten anderen Kantonen, sondern jeweils bereits ein Jahr vorher.  Weil sowohl die Wahl vom 25. Oktober 1998 wie auch diejenige vom 27. Oktober 2002 die Zusammensetzung des Ständerats während der Legislaturperiode 1999/2003 beeinflussten, sind die Ergebnisse beider Wahlen aufgeführt.

### Ordentliche Wahl 1998 (25. Oktober 1998)
|  | Kandidat             | Partei | Stimmen | %      | Ergebnis |
|  | -------------------- | ------ | ------- | ------ | -------- |
|  | Rolf Schweiger       | FDP    | 18'131  | 65,7 % | gewählt  |
|  | Peter Bieri (bisher) | CVP    | 16'823  | 61,0 % | gewählt  |
|  | Urs Birchler         | SP     | 7'522   | 27,3 % |          |
|  | Hans Durrer          | SVP    | 5'823   | 21,1 % |          |

### Ordentliche Wahl 2002 (27. Oktober 2002)
|  | Kandidat                | Partei    | Stimmen | %      | Ergebnis |
|  | ----------------------- | --------- | ------- | ------ | -------- |
|  | Peter Bieri (bisher)    | CVP       | 19'535  | 66,3 % | gewählt  |
|  | Rolf Schweiger (bisher) | FDP       | 18'643  | 63,3 % | gewählt  |
|  | Josef Lang              | Alternat. | 8'065   | 27,4 % |          |
|  | Hans Durrer             | SVP       | 6'957   | 23,6 % |          |

## Kanton Zürich

### Ordentliche Wahl (24. Oktober 1999)
|  | Kandidat               | Partei      | Stimmen | %      | Ergebnis |
|  | ---------------------- | ----------- | ------- | ------ | -------- |
|  | Vreni Spoerry (bisher) | FDP         | 189'269 | 65,1 % | gewählt  |
|  | Hans Hofmann (bisher)  | SVP         | 168'985 | 58,1 % | gewählt  |
|  | Jacqueline Fehr        | SP          | 70'205  | 24,1 % |          |
|  | Ruth Genner            | Grüne       | 23'334  | 8,0 %  |          |
|  | Astrid Kugler          | LdU         | 23'076  | 7,9 %  |          |
|  | Niklaus Scherr         | AL          | 17'697  | 6,1 %  |          |
|  | Vereinzelte            | Vereinzelte | 31'131  | 10,7 % |          |